# 川上量生
川上 量生（かわかみ のぶお、1968年〈昭和43年〉9月6日 - ）は、日本のシステムエンジニア、実業家、映画プロデューサー。株式会社KADOKAWA取締役、株式会社カラー取締役、株式会社バーチャルキャスト取締役、株式会社スタジオジブリ所属、株式会社ドワンゴ顧問、株式会社プロジェクトスタジオQ企画管理統括、学校法人角川ドワンゴ学園理事、公益財団法人角川文化振興財団理事、公益財団法人徳間記念アニメーション文化財団理事、学校法人日本財団ドワンゴ学園評議員。愛称はカワンゴ。
株式会社ソフトウェアジャパンでの勤務を経て、株式会社ドワンゴ代表取締役社長（初代）・会長を歴任。後にカドカワ株式会社（現・株式会社KADOKAWA）代表取締役社長にも就任。

## 来歴
愛媛県で生まれ、大阪府で育つ。京都大学工学部在学中からCAD/CAMシステムや教育向けの業務用ソフトウェアの開発を手掛ける。1991年に同大学卒業後、ソフトを委託していた関係で株式会社ソフトウェアジャパンに入社した。同社では通信モデムやビデオカード、パソコン周辺機器の企画、販売に携わった。特にモデムはオンラインゲーム「DOOM」のアクセス権をおまけにした。
その後、勤務先のソフトウェアジャパンが倒産して事業の引受先を探したが難航、1997年に自らドワンゴを設立するに至った。

### 実業家として
ドワンゴはアメリカのInteractive Visual Systems Corporationとのジョイントベンチャーとして創業され、当初はオンラインゲームの通信システムの開発を主な事業としていた。創業には、当時マイクロソフトに居たジェイムズ・スパーン(のちドワンゴ取締役)とフリーソフト開発集団Bio 100%のリーダーだったaltyこと森栄樹（のちのドワンゴ相談役）の協力があった。初期は受託開発がメインで、中野真らの元「廃人軍団」チームを率いて、ドリームキャスト向けの「セガラリー2」の開発に取り組んだ。1999年11月には、iモード用ゲームコンテンツサイト「ドワンゴかもね」を開始、「釣りバカ気分」などのガラケー向けゲームを展開した。2000年には同社の会長に就任、その後、着メロ・着ボイス事業に進出した。
しかし、市場構造の変化等で主力事業だった着メロ事業の売り上げが減少し、打開策となる新規事業を模索する中で、動画サービスの可能性に注目した。川上は知人の清水亮、元「廃人軍団」の中野真、プログラマの布留川英一らの協力を得て、プロトタイプの開発を進め、最終的にドワンゴの戀塚昭彦がスケーラビリティを確保させたアルファ版を完成させ、2006年12月、「ニコニコ動画」の公開に至った。ニコニコ動画の立ち上げには、当時のニワンゴ取締役管理人の西村博之も完成したプロトタイプのレビューや2ちゃんねる上での宣伝工作などに協力した。
その後、スタジオジブリの鈴木敏夫と出会い、ドワンゴの会長のままスタジオジブリに入社。スタジオジブリでは見習い扱いのため、無給である。2013年8月より、庵野秀明が率いる株式会社カラーの取締役に就任した。また、角川ホールディングス（のちのKADOKAWA）においては当初は社外取締役として役員に就任していたが、2013年2月より同社の子会社の業務を担当することになったことにともない、社外取締役から通常の取締役となった。
2014年5月、ドワンゴとKADOKAWAの経営統合を発表し2014年10月に設立したKADOKAWA・DWANGO（現KADOKAWA）の代表取締役会長に就任、2015年5月に同社代表取締役社長に就任。2017年12月21日にドワンゴの代表取締役会長及びniconico運営責任者を退任し、CTOとなった。2019年2月13日にドワンゴ社長荒木隆司の辞任に伴い、カドカワの代表取締役社長およびドワンゴ取締役を退任し、同日よりカドカワ取締役およびドワンゴ顧問となった。2025年に開学したZEN大学においては知能情報社会学部の客員講師を兼任した。

## 人物
他者への説明など主に対面でのコミュニケーションにおいて、やや不向きとされる面も知られる。

### 家族
2013年に経産官僚の須賀千鶴と結婚した。1児の父親である。

### 交友関係

#### 麻生家との関係
自民党の麻生太郎の甥である麻生巌と親しい間柄にある。彼は麻生グループの中核を担う人物で、株式会社麻生の代表取締役副社長を務めている。麻生と知り合ったのはGACKTの紹介で、とあるバーでのことだった。麻生と川上はテレビゲームやカードゲームの話題で盛り上がり意気投合し、成田からラスベガスまで2人で飛行機に乗って遊びに行くほどの交友関係に発展した。2005年12月には川上の依頼で麻生はドワンゴの取締役に就任し、その後もドワンゴの経営に携わった。
麻生太郎の長男である麻生将豊も川上と親交があり、ニワンゴの立ち上げに関与したとされる。

#### 宮崎駿との関係
2016年11月、スタジオジブリの宮崎駿に密着したNHKのドキュメンタリー「NHKスペシャル 終わらない人 宮崎駿」が放映され、その中で宮崎に対して行ったプレゼンの様子が物議を醸した。当時、人工知能とCGを使用した短編アニメの制作に取り組んでいた宮崎に対し、川上は自身のチームで開発を進めている人工知能を応用したCG技術を自信を持って紹介した。このCGはゾンビのようなキャラクターが頭を足のように使い、体をくねらせ移動させる奇妙なものだった。しかし、これに対して宮崎は現場に立ち会っていた鈴木敏夫と共に「極めて不愉快」「極めて何か生命に対する侮辱を感じます」「こういう物を作って何を得ようと思っているのか」などと厳しく批判した。後に宮崎は「要するに、人工知能というものを色々もてはやすと、やっぱり馬鹿げた事が起こるんだなって。その時に川上さんみたいにアナーキーな人が歯止めを持っていないなと思いましたね」とも言及した。

#### その他
- 講談社『FRIDAY』によれば、川上は2023年6月7日付けで軽井沢の別荘を三浦瑠麗夫妻より買収している[30]。

### 馬主として
2017年1月、ドワンゴが運営するニコニコ生放送で公式番組「リアルダービースタリオン」開始。ユーザーの投票やコメントを参考にして実際の競走馬・繁殖牝馬を購入し、大井競馬場のレースに出走させるという長期企画である。企画開始時点のドワンゴ代表取締役社長であった川上名義で馬主登録を行い、レースに出走させている。
主な所有馬
- シュシュブリーズ[33] - 2017年ジェイエス繁殖馬セールで購入。
- オーバーザリミッツ[34] - 2017年HBA北海道トレーニングセールで購入。故障により未出走のまま引退。エクワインファームで乗馬となった。
- ファニーフラッシュ[35] - 2018年千葉サラブレッドセールで購入。通算10戦1勝。引退後は売却され繁殖入り。
- クールフォルテ[36] - シュシュブリーズの娘で2021年にデビュー。新馬戦から連勝して挑んだ東京2歳優駿牝馬では3着に入った。

## 略歴
- 1968年 愛媛県にて誕生。
- 1987年 帝塚山学院泉ヶ丘高等学校卒業
- 1991年
  - 京都大学工学部卒業
  - 株式会社ソフトウェアジャパン入社。
- 1997年
  - 4月 有限会社ドワンゴジャパン（現：有限会社パーセント）代表取締役
  - 8月 株式会社ドワンゴ代表取締役社長
- 2000年9月 株式会社ドワンゴ代表取締役会長
- 2006年
  - 6月 エイベックス・グループ・ホールディングス株式会社取締役
  - 12月 株式会社ニワンゴ代表取締役社長
- 2007年
  - 6月 株式会社トラン代表取締役
  - 12月 株式会社ニワンゴ取締役
- 2011年
  - スタジオジブリ入社。鈴木敏夫の見習いとなる。
  - 6月 株式会社角川グループホールディングス（現：KADOKAWA KEY-PROCESS）取締役
- 2013年8月 株式会社カラー取締役
- 2014年
  - 6月
    - 株式会社ブックウォーカー取締役
    - 株式会社角川アスキー総合研究所取締役

  - 10月 株式会社KADOKAWA・DWANGO代表取締役会長
- 2015年
  - 6月 株式会社KADOKAWA・DWANGO（後のカドカワ株式会社）代表取締役社長
  - 7月 株式会社でほぎゃらりー取締役
  - 12月 株式会社N塾代表取締役会長
- 2016年10月 株式会社テクテック取締役
- 2017年
  - 6月 一般財団法人角川文化振興財団（現：公益財団法人角川文化振興財団）評議員
  - 7月 株式会社Gzブレイン（現：KADOKAWA Game Linkage）取締役
  - 12月 株式会社ドワンゴ取締役CTO
- 2018年2月 株式会社バカー取締役[37]
- 2019年2月
  - カドカワ株式会社（現：株式会社KADOKAWA）社長辞任。取締役就任。
  - 株式会社ドワンゴ顧問
- 2020年10月 株式会社バーチャルキャスト取締役会長
- 2022年6月 公益財団法人角川文化振興財団理事長
- 2025年6月 公益財団法人角川文化振興財団理事

## 作品

### アニメーション映画
- コクリコ坂から（2011年）
- 風立ちぬ（2013年） - プロデューサー見習い
- かぐや姫の物語（2013年） - プロデューサー見習い
- 思い出のマーニー（2014年） - プロデューサー見習い
- 龍の歯医者特別版（2017年） - 制作統括
- シン・エヴァンゲリオン劇場版（2021年）- 協力

### 実写映画
- 巨神兵東京に現わる（2012年） - 製作補
- 夢と狂気の王国（2013年） - プロデューサー
- シン・ゴジラ（2016年） - 企画協力

### テレビアニメ
- 山賊の娘ローニャ（2014年） - プロデューサー
- 龍の歯医者（2017年） - 制作統括
- 殺戮の天使（2018年） - 製作
- バーチャルさんはみている（2019年） - 企画

### WEBアニメ
- 日本アニメ（ーター）見本市（2014年 - 2016年） - エグゼクティブプロデューサー

### ゲーム
- セガラリー2（ドリームキャスト版）（1999年） - ネットワークシステム設計[38]
- あつまれ!ぐるぐる温泉（1999年） - ネットワークシステム設計
- 電脳戦機バーチャロン オラトリオ・タングラム（ドリームキャスト版）（1999年） - ネットワークシステム設計
- ぐるぐる温泉2（2002年） - ネットワークシステム協力

## 書籍

### 著書
- 『ルールを変える思考法』（2013年10月9日、KADOKAWA 角川EPUB選書）ISBN 9784040800035
- 『ネットが生んだ文化 誰もが表現者の時代 角川インターネット講座(4)』（2014年10月25日、KADOKAWA）ISBN 9784046538840
- 『コンテンツの秘密-ぼくがジブリで考えたこと』（2015年4月1日、NHK出版新書）ISBN 9784140884584
- 『鈴木さんにも分かるネットの未来』（2015年5月1日、岩波書店 岩波新書）ISBN 9784004315513
- 『教育ZEN問答 : N高をつくった僕らが大学を始める理由』（2025年5月、中公新書ラクレ）

### 共著
- 『別冊思想地図β ニコ生対談本シリーズ2　メディアを語る』（編著:東浩紀、共著者:宇川直宏 濱野智史）（2012年3月1日、コンテクチュアズ）ISBN 9784990524333
- 『ニコニコ哲学-川上量生の胸のうち』（聴き手:加藤貞顕）（2014年11月1日、日経BP社）ISBN 9784822250515
- 『ゲーマーはもっと経営者を目指すべき!』（共著者:4Gamer.net編集部）（2015年4月1日、KADOKAWA）ISBN 9784048120029
- 『人と数学のあいだ』（共著者:加藤文元 岩井圭也 上野雄文 竹内薫）（2021年12月6日、トランスビュー）ISBN 9784798701837

## 出演
- 宮崎吾朗監督に聞く「このままじゃ終われない宿命を受け入れあえて挑む」（2011年7月8日、朝日新聞朝刊全面広告8、9面、映画・コクリコ坂から、宮崎吾朗と対談）
- 日経スペシャル カンブリア宮殿 会員が急増中「ニコ動」って何だ！？ ネット動画に革命！（2012年5月24日、テレビ東京）[39]